# Hotel Elephant
Hotel Elephant er et kendt hotel i Weimar i Tyskland.
Forløberen for hotellet var et værtshus som den fyrstelige mundskænk Christian Andreas Barritig åbnede på Marktplatz i Weimar i 1696. Snart blev stedet en postvognsstation, der blev kendt som et godt nattekvarter for købmænd og rejsende. Værtshuset tiltrak gennem de følgende århundreder mange kendte kunstnere, og både Wieland, Herder og Goethe har boet her.
I 1937 var det gamle værtshus faldefærdigt og blev revet ned. Arkitekt Hermann Giesler blev engageret til at tegne det nye hotel. Det var ved færdiggørelsen et af Europas mest moderne hoteller.
Hotel Elephant er blevet foreviget i Thomas Manns roman Lotte i Weimar, hvor han lader hovedpersonen overnatte på hotellet. Da hotellet i 1955 genåbnede efter 2. verdenskrig var Mann den første, som skrev skrev sit navn i gæstebogen. Hotellets Lilli-Palmer-suite er opkaldt efter skuespilleren, som spillede Lotte i filmatiseringen af Manns roman.
Hotellet er i dag i en del af Starwood-gruppen.

## Links
officiel hjemmeside (tysk)
50°58′44″N 11°19′49″Ø / 50.97889°N 11.33028°Ø